# 2016 год в истории общественного транспорта
В этой статье перечисляются основные события из истории общественного транспорта (прежде всего трамваев, троллейбусов и автобусов) в 2016 году. Информация об истории метрополитенов и железнодорожного транспорта находится в отдельных статьях.

## События

### Россия
- Август — закрытие троллейбусного движения в Благовещенске.
- 23 августа — последнее, повторное открытие трамвайной системы в городе Ногинск.
- Лето — закрытие трамвайной системы села Молочного[1].
- 29 сентября — последнее, окончательное закрытие трамвайной системы в городе Ногинск[2].
- 8 октября — запуск программы оптимизации маршрутной сети Москвы «Магистраль»[3].

### СНГ
- 2 мая — закрылась трамвайная система в городе Ташкент (Узбекистан)[4].
- Декабрь — закрылась трамвайная система в городе Константиновка (Украина)[5].

### Мир
- 27 февраля — открытие трамвайной системы[англ.] в городе Вашингтон (США)[6].
- 5 марта — открытие трамвайной системы[англ.] в городе Циндао (Китай)[7].
- 6 мая — открытие трамвайной системы[англ.] в городе Канзас-Сити (США)[8].
- 13 июня — повторное открытие троллейбусной системы в городе Васлуй (Румыния)[9].